# تئاتر فیزیکال

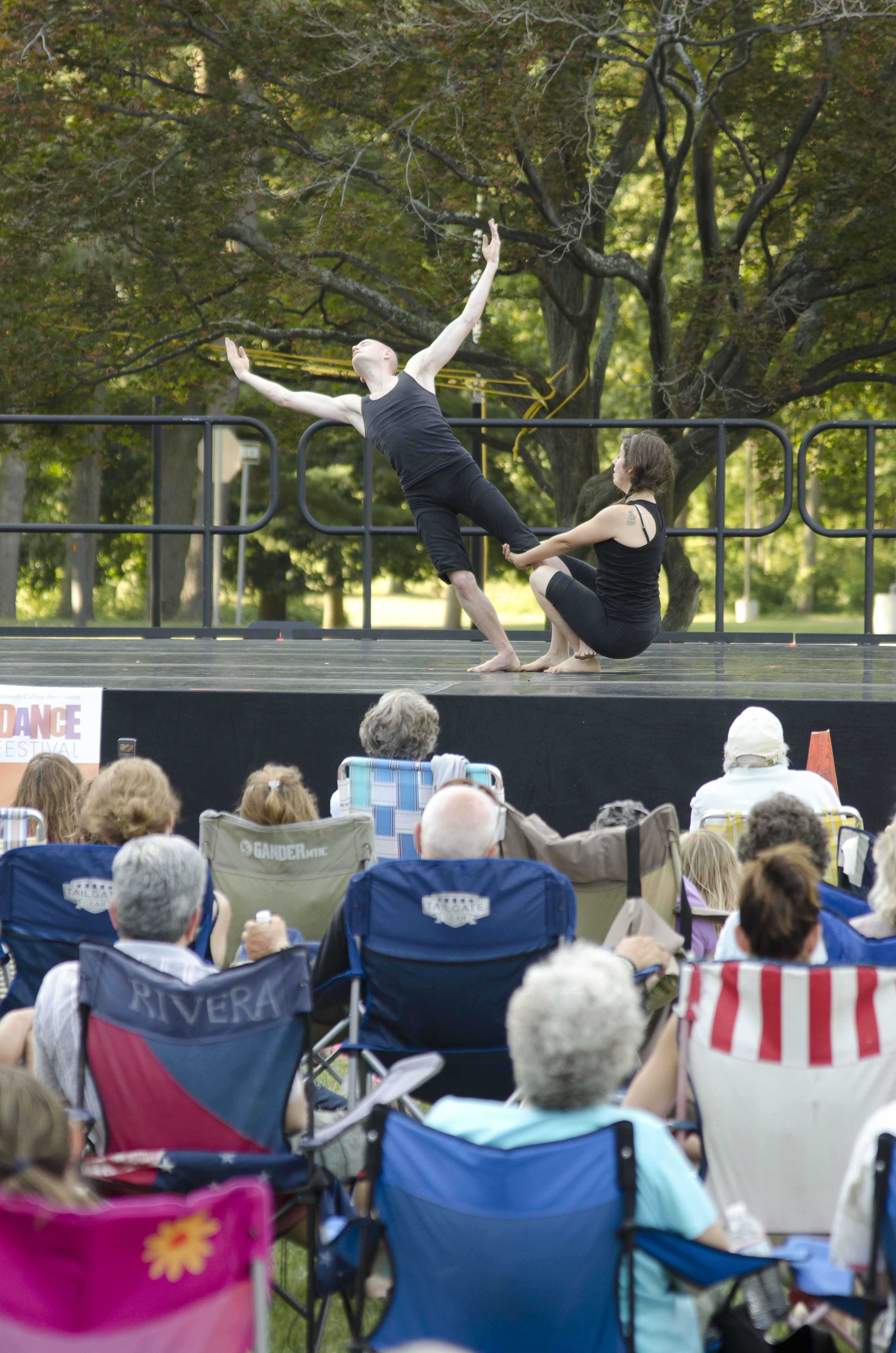
یک تئاتر فیزیکال

تئاتر فیزیکال یا تئاتر حرکتی گونه از نمایش تئاتر است که در آن داستان بیشتر از طریق حرکات فیزیکی بازیگران روایت می‌شود. ویژگی اصلی تئاتر فیزیکال، وابستگی آن به حرکت جسمانی بازیگر است. بازیگران به جای دیالوگ گفتن با حرکات بدن خود داستان را پیش می‌برند و با تماشاچی ارتباط برقرار می‌کنند. در تئاتر فیزیکال معمولاً نمایشنامه یا داستان از پیش نوشته شده دقیقی وجود ندارد. استفاده از موسیقی، رقص، تصاویر و نقاشی از ویژگی‌های این نوع تئاتر محسوب می‌شود. همچنین در این سبک دیوار چهارم بین بازیگر و تماشاچی عملاً وجود ندارد و بازیگر می‌تواند هنگام نمایش، با تماشاچی صحبت کند. در این نوع تئاتر، معمولاً بازیگران، تماشاچی را تشویق می‌کنند که عضوی از نمایش باشند. بسیاری این سبک از اجرا را با بازی پانتومیم مقایسه می‌کنند که در آن فرد تنها با استفاده از حرکت بدن باید منظور خود را به طرف مقابل برساند.

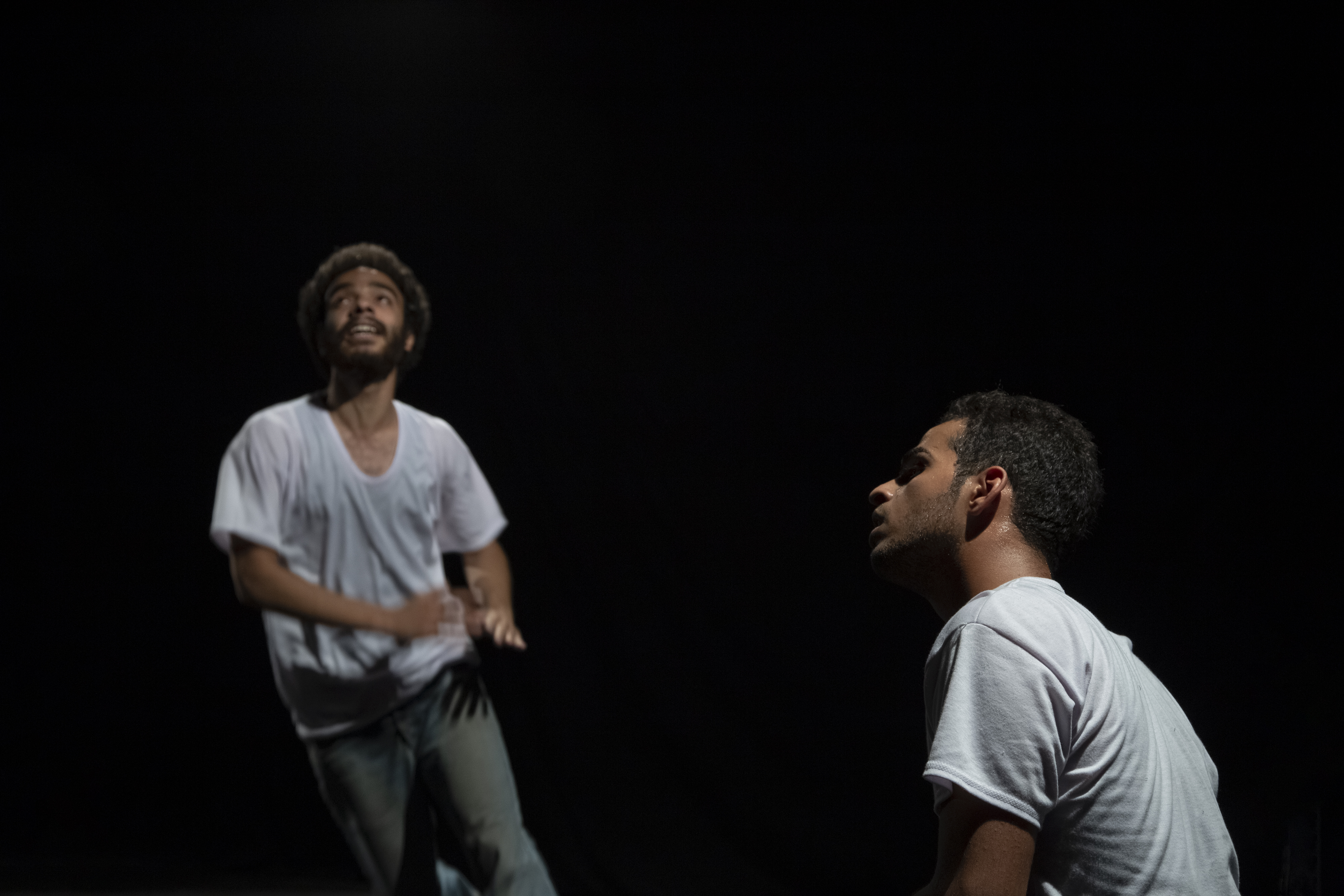
یک تئاتر تجربی فیزیکال (۲۵ مهر ماه ۱۳۹۲ - ایران - قم)

دیوید استاین، مدرس تئاتر دربارهٔ تئاتر فیزیکال گفته‌است: «من فکر می‌کنم که تئاتر فیزیکال بیشتر از هرنوع نمایش دیگری، تماشاچی را از نظر ذهنی درگیر می‌کند. پایه و اساس این تئاتر یک تجربه زنده و انسانی است که آن را متفاوت از هر هنر دیگری می‌کند که من می‌شناسم. این تئاتر زنده است. جایی که دو گروه انسان واقعی (تماشاچی و بازیگران) در مقابل هم ایستاده‌اند و مفاهیمی را به هم منتقل می‌کنند که نمی‌شود در فرم تئاتر ادبی به آن رسید.»